# Федеральное ведомство по защите конституции и борьбе с терроризмом
Федеральное ведомство защиты конституции и борьбы с терроризмом (нем. Bundesamt für Verfassungsschutz und Terrorismusbekämpfung, BVT) — служба государственной безопасности Австрии. Создана в 2002 году в ходе реорганизации австрийских спецслужб, на базе государственной полиции Штапо (нем. Staatspolizei).

## Функции
Основные задачи агентства: контрразведка, борьба с экстремизмом, незаконной торговлей оружием и ядерными материалами, личная и общественная безопасность.
Полномочия спецслужб Австрии в целом определены федеральным «Законом о полиции», принятым 7 октября 1991 года. Согласно этому закону, деятельность этих служб контролируется постоянным подкомитетом в рамках комитета внутренних дел парламента Австрии, а руководители спецслужб должны регулярно отчитываться о деятельности своих подчиненных перед парламентариями. 6 июля 2000 года парламент Австрии большинством голосов от двух правящих партий одобрил изменения в законах о спецслужбах, расширив полномочия последних. В соответствии с этими изменениями государственная полиция Штапо получила право во время следствия без санкции прокурора прибегать к тем методам выяснения обстоятельств дела, которые она сочтет нужными и оправданными «высшими интересами страны», а собранные «несанкционированным» путём доказательства и улики могли быть использованы в судах наравне с доказательствами вины, полученными «легальным» образом.
После реорганизации Штапо в 2002 году BVT унаследовало её полномочия, что вызвало оживлённые дискуссии в политических и общественных кругах Австрии. Со стороны оппозиции высказывалась точка зрения, что обычно европейские разведки не имеют полицейских функций, а BVT их получило.

## Организационная структура
Имеет 9 региональных подразделений, размещенных в зданиях полицейских управлений в столицах восьми австрийских земель, а также в Вене. Штат агентства первоначально составил 450 сотрудников, нынешняя точная численность неизвестна.